# Sepahan FC
Foolad Mobarekeh Sepahan Isfahan (persisch باشگاه فوتبال سپاهان) ist ein iranischer Fußballverein aus Isfahan.

## Geschichte
1944 wurde Shahin Isfahan als Filiale von Shahin Teheran gegründet. 1967 kam es zu Dissonanzen zwischen dem Teheraner und dem Isfahaner Verein, so dass man in Isfahan beschloss, unabhängig vom Teheraner Mutterverein zu werden. Deshalb änderte man den Namen in Sepahan Isfahan.
Der Klub spielte in der regionalen Liga Isfahans, bis er 1993 von der örtlichen Zementfabrik übernommen wurde und in die Azadegan League aufstieg. Dort spielte man bis zur Saison 1999/2000, ehe das örtliche Stahlwerk, die Mobarakeh Steel Company, den Verein erwarb und den Namen in Foolad Mobarekeh Sepahan Isfahan änderte.
In der Spielzeit 2002/2003 gelang Sepahan Isfahan als erstem nicht aus Teheran stammenden Fußballklub der Gewinn der iranischen Meisterschaft. Nur ein Jahr später in der Saison 2003/2004 gewann der Klub den iranischen Pokal (Hazfi-Cup). In den Spielzeiten 2005/2006 und 2006/2007 folgten zwei weitere Pokalsiege.
Sepahan Isfahan war auch in der AFC Champions League erfolgreich. In der AFC Champions League 2007 gelang dem Klub der Einzug ins Endspiel. Der Verein unterlag in zwei Spielen mit 1:1 und 0:2 den Urawa Red Diamonds aus Japan. In der AFC Champions League 2008 schied der Klub bereits in der Gruppenphase aus.
In der Saison 2007/2008 verlor der Verein am letzten Spieltag die iranische Meisterschaft an Persepolis Teheran. Nach der verlorenen Meisterschaft und dem schwachen Abschneiden in der AFC Champions League 2008 trennte sich der Klub von Trainer Jorvan Vieira. In der Saison 2008/09 wurde der Verein von Engin Fırat trainiert.
Im Juli 2009 wurde Amir Ghalenoei als Trainer verpflichtet, der mit Sepahan Isfahan in der Saison 2009/10 und auch 2010/11 iranischer Meister wurde. Zur Saison 2011/12 wurde nach dem Weggang von Amir Ghalenoei Luka Bonačić als neuer Trainer verpflichtet, der jedoch noch im Herbst derselben Spielzeit von seinem kroatischen Landsmann Zlatko Kranjčar abgelöst wurde. Mit ihm konnte der Verein erneut den Gewinn der Meisterschaft feiern.

## Kader der Saison 2024/25
Stand: 7. April 2025
| Nr. |              | Position | Name                  |
| --- | ------------ | -------- | --------------------- |
| 1   | Iran         | TW       | Payam Niazmand        |
| 2   | Iran         | AB       | Hadi Mohammadi        |
| 3   | Iran         | AB       | Hossein Goudarzi      |
| 5   | Iran         | MF       | Reza Asadi            |
| 6   | Burkina Faso | MF       | Bryan Dabo            |
| 7   | Iran         | ST       | Mehdi Limouchi        |
| 8   | Iran         | MF       | Seyed Mohammad Karimi |
| 9   | Iran         | ST       | Kaveh Rezaei          |
| 10  | Iran         | MF       | Reza Shekari          |
| 11  | Iran         | ST       | Javad Aghaeipour      |
| 12  | Frankreich   | ST       | Wissam Ben Yedder     |
| 14  | Iran         | AB       | Aria Yousefi          |
| 15  | Frankreich   | MF       | Steven Nzonzi         |
| 16  | Iran         | MF       | Mohammadreza Bordbar  |
| 18  | Iran         | AB       | Milad Zakipour        |

| Nr. |               | Position | Name                    |
| --- | ------------- | -------- | ----------------------- |
| 23  | Iran          | ST       | Mohammadmehdi Mohebi    |
| 24  | Iran          | AB       | Seyed Mehdi Hosseini    |
| 27  | Iran          | ST       | Mohammad Akbari Ranjbar |
| 44  | Iran          | TW       | Nima Mirzazad           |
| 47  | Mauretanien   | ST       | Aboubakar Kamara        |
| 55  | Iran          | AB       | Mohammad Amin Hazbavi   |
| 58  | Iran          | AB       | Mohammad Daneshgar      |
| 66  | Tadschikistan | AB       | Vahdat Hanonov          |
| 77  | Iran          | TW       | Seyed Pouria Rafiei     |
| 86  | Iran          | ST       | Aria Shafiedoost        |
| 90  | Iran          | AB       | Esmaeil Falamarzi       |
| 93  | Iran          | ST       | Ali Ahmadi              |
| 95  | Iran          | AB       | Mohammad Amini          |
| 99  | Iran          | AB       | Siavash Yazdani         |

## Erfolge
- Iranische Meisterschaft

Meister (5): 2002/03, 2009/10, 2010/11, 2011/12, 2014/15
Vizemeister (1): 2007/08
- Iranischer Pokal (Hazfi Cup)

Pokalsieger (4): 2003/04, 2005/06, 2006/07, 2012/13
- AFC Champions League

Finalist (1): 2007

## Trainer
- Zdravko Rajkov (1978)
- Nasser Hejazi (1992–1993)
- Stanko Poklepović (2005)
- Luka Bonačić (2006–2008, 2011)
- Jorvan Vieira (2008)
- Engin Fırat (2008–2009)
- Amir Ghalenoei (2009–2011)
- Zlatko Kranjčar (2011–2014)
- Igor Štimac (2015–2016)

## Bekannte Spieler
- Ahmadreza Abedzadeh
- Abdul-Wahab Abu Al-Hail
- Hadi Aghily
- Majid Basirat
- Mohsen Bengar
- Edmond Bezik
- Jalal Hosseini
- Mahmoud Karimi
- Hossein Kazemi
- Rasoul Khatibi
- Mehrdad Minavand
- Moharram Navidkia
- Armenak Petrosyan
- Mehdi Rahmati
- Emad Mohammed
- Ali Shojaei
- Levon Stepanyan
- Kamil Susko

- Christopher Knett